# Néon Monastírion
Néon Monastírion (Neo Monastiri) är en ort i Grekland.   Den ligger i prefekturen Fthiotis och regionen Grekiska fastlandet, i den centrala delen av landet, 190 km nordväst om huvudstaden Aten. Néon Monastírion ligger 146 meter över havet och antalet invånare är 1 159.
Terrängen runt Néon Monastírion är platt västerut, men österut är den kuperad. Runt Néon Monastírion är det glesbefolkat, med 15 invånare per kvadratkilometer. Närmaste större samhälle är Fársala, 11,3 km nordost om Néon Monastírion. Trakten runt Néon Monastírion består till största delen av jordbruksmark.